# Sphoeroides yergeri
Sphoeroides yergeri е вид лъчеперка от семейство Tetraodontidae.

## Разпространение и местообитание
Видът е разпространен в Белиз, Гватемала, Колумбия, Коста Рика, Мексико, Никарагуа, Панама и Хондурас.
Среща се на дълбочина около 31 m.